# Église Saint-Jacques de Courléon
Pour les articles homonymes, voir Église Saint-Jacques.
L'église Saint-Jacques est une église catholique située à Courléon, en Maine-et-Loire, en France.

## Histoire
Au XIe siècle, l'abbaye Saint-Nicolas d'Angers constitua un domaine avec service spirituel à Courléon. Il fut cédé par l'abbé Jean Lombard en 1116 à Pétronille de Chemillé représentant l'abbaye de Fontevraud, maison-mère de l’ordre de Fontevraud, pour six marcs d’argent.
La construction de l’église date de la première moitié du XIIe siècle. 
La paroisse de Courléon fut de nouveau cédée au XIIIe siècle au prieur de saint Côme de Tours qui y établit un prieuré-cure.
En 1498, Eustache du Bellay, seigneur de Gizeux, céda au prieur-curé de Courléon les dîmes novales sur les terres et vignes du fief d'Aizé. Vers 1670, le prieur-curé de Courléon, Alexandre Remollard, alla se plaindre au sénéchal de Gizeux des paroissiens de Courléon qui avaient transformé le cimetière et l’église en un marché, même pendant les messes.
La commune acquit le presbytère le 23 août 1852, puis supprima le cimetière de l'église en 1870 pour le déplacer à l'ouest du bourg.
Après l’effondrement de la voûte en 1880, l’église fut restaurée de 1897 à 1902. Le clocher carré fut construit par l'architecte Auguste Beignet en réutilisant la cloche fondue par Gabriel Maquis à Saumur en 1764.

## Architecture
L'église Saint-Jacques comporte une nef de 17,20 mètres de long sur 7,35 mètres de largeur. Avant son effondrement en 1880, la voûte de la nef comprenait trois travées qu’indiquent des colonnes tronquées à hauteur d’homme et formées de rondelles de pierres superposées avec bourrelet de ciment en saillie.
Les chapiteaux du style roman primitif se composent de deux feuilles aiguës avec abaque carré, excepté le dernier chapiteau à droite, où le feuillage perlé s'arrondit en crochet.
La nef se prolonge sur un chœur voûté en berceau avec une abside en cul-de-four.

## Mobilier
L'église Saint-Jacques possède deux statues en terre cuite de la deuxième moitié du XVIIe siècle.
La statue de saint Jacques est celle du saint patron de la paroisse. Elle le représente vêtu d'un manteau drapé sur l'épaule gauche, et tenant un livre de la main droite.
La seconde statue représente sainte Catherine d'Alexandrie vêtue d'un manteau drapé sur l'épaule gauche, et tenant la roue de son supplice contre sa jambe gauche.
Ces statues pourraient avoir été offertes par Catherine de l'Epinay, seigneur de Courléon, vers 1670.

## Liste des prieurs-curés
- V. GUICHARD, 1620-1624
- Michel LAMY, 1624-1628
- Urbain GUICHARD, 1628-1662
- F.R. VERJUS, 1663-1664 (religieux de saint Côme qui vit sa désignation contestée)
- Alexandre REMOLLARD, 1664-1675
- Louis DORVEAU, 1679-1709
- René THORET, 1709-1717
- Victor GUILLEMEAUX, 1717-1737
- GUITTON, 1738-1740
- Louis REGNOUL, 1740-1775
- BRUNET, 1776-1793

### Sources
- Jocelyn Mercier, Courléon (notice historique), Editions du Vieux-Logis, 1989, 42 p.